# Valentin Lavigne
Pour les articles homonymes, voir Lavigne.
Valentin Lavigne, né le 4 juin 1994 à Toulon (Var), est un footballeur français qui évolue au poste d'attaquant ou milieu offensif au FC Fleury 91.

## Biographie
Né à Lorient le 4 juin 1994, Valentin Lavigne est le fils d'un navigateur. Il grandit dans le quartier de Kerfichant, dans l'agglomération lorientaise. Après avoir commencé par pratiquer le judo comme son frère, il commence le football en prenant sa première licence à l'âge de 6 ans, en mars 2001, au FC Lorient,. Il réalise l'intégralité de sa formation au sein du club lorientais, avec une interruption d'un an due à une maladie d'Osgood-Schlatter.

### FC Lorient
Devenu titulaire avec l'équipe réserve du FC Lorient en CFA2, Valentin Lavigne signe son premier contrat professionnel fin janvier 2014 avec son club formateur, contrat d'une durée de trois ans. En mai 2014 les entraîneurs du groupe H de CFA2 l'élisent dans l'équipe-type de la saison. Le milieu de terrain doit attendre la saison suivante pour faire ses débuts en compétition avec l'équipe professionnelle. Le 10 août 2014, il dispute son premier match de Ligue 1, remplaçant Yann Jouffre à la fin d'une rencontre jouée au stade Louis-II face à l'AS Monaco. Six minutes après son entrée en jeu, il marque son premier but professionnel, sur une passe de Raffidine Abdullah. Trois semaines plus tard, il récidive en inscrivant un doublé et en donnant une passe décisive à Jordan Ayew, pour une large victoire lorientaise face à l'En avant Guingamp. Son bon début de saison est néanmoins stoppé le 22 novembre 2014 par une blessure au genou gauche contractée sur un tacle du Lensois Loïck Landre, qui lui vaut plusieurs mois d'absence. Mi-mars 2015, il prolonge son contrat avec le FC Lorient pour deux saisons supplémentaires, portant son engagement jusqu'en 2019.

### Stade lavallois
Le 1er février 2016, en manque de temps de jeu à Lorient, il est prêté au Stade lavallois.
En avril 2016, il fait partie d'une liste de 58 joueurs sélectionnables en équipe de Bretagne, dévoilée par Raymond Domenech qui en est le nouveau sélectionneur.

### Stade brestois
Le 4 juillet 2016, il est à nouveau prêté, cette fois-ci au Stade brestois. Il débute titulaire la première journée de championnat en déplacement au Gazélec Ajaccio (0-0). Régulièrement titularisé lors de la première partie de saison, il est victime d'une entorse de la cheville à l'entraînement en novembre. Sur la deuxième partie de saison, il ne connait que deux titularisations en championnat mais trouve à trois reprises le chemin des filets lors de ses entrées en jeu face au Havre (26e journée, victoire 2-0), à Ajaccio (28e journée, défaite 1-2) et à Strasbourg (29e journée, défaite 4-1). Il conclut ainsi cette saison 2016-2017 avec 22 apparitions en Ligue 2, dont douze titularisations, pour trois buts.

### Paris FC
En août 2017, Valentin Lavigne est prêté pour une saison au Paris FC. Après une entrée en jeu contre les Chamois niortais lors de la sixième journée, il débute pour la première fois de la saison titulaire lors d'un déplacement à Brest au cours de la neuvième journée et offre une passe décisive à Dylan Saint-Louis. Il termine la saison sur un bilan moyen, avec un total de dix entrées en jeu pour sept titularisations et trois passes décisives, avec en bonus un but inscrit lors d'une unique titularisation face à un club amateur en Coupe de France.
Durant l'été 2018, il revient à Lorient pour sa dernière année de contrat mais n'entre pas dans les plans de Mickaël Landreau. Il effectue la préparation estivale en marge du groupe professionnel, aux côtés notamment de Sylvain Marveaux, Mathieu Peybernes, Zargo Touré, Steven Moreira, Faïz Selemani et Paul Delecroix. À la fin du mercato, faute d'avoir trouvé un nouveau club, il réintègre avec Marveaux l'effectif de l'équipe première. 

### US Concarneau
Il s'engage finalement mi-septembre avec l'US Concarneau, club évoluant en National après la résiliation de son contrat. Il débute avec son nouveau club lors de la huitième journée de la saison à domicile contre le FC Villefranche, pour une victoire 4 buts à 3. Lors de la saison 2019-2020 il est le délégué syndical de l'UNFP au sein de l'US Concarneau.

### Stade briochin
Le 3 juillet 2020, libéré de son contrat avec l'US Concarneau, il intègre l'effectif du club briochin en signant pour une saison, plus une saison en option.

## Statistiques
| Saison                | Club                     | Championnat           | Championnat | Championnat | Championnat | Coupe nationale | Coupe nationale | Coupe nationale | Coupe de la Ligue | Coupe de la Ligue | Coupe de la Ligue | Total | Total | Total |
| Saison                | Club                     | Division              | M.          | B.          | P.d.        | M.              | B.              | P.d.            | M.                | B.                | P.d.              | M.    | B.    | P.d.  |
| 2014-2015             | FC Lorient               | Ligue 1               | 15          | 3           | 1           | -               | -               | -               | 1                 | 1                 | 0                 | 16    | 4     | 1     |
| 2015-2016             | FC Lorient               | Ligue 1               | 6           | 0           | 0           | 1               | 0               | 0               | 2                 | 0                 | 0                 | 9     | 0     | 0     |
| Sous-total            | Sous-total               | Sous-total            | 21          | 3           | 1           | 1               | 0               | 0               | 3                 | 1                 | 0                 | 25    | 4     | 1     |
| 2016                  | Stade lavallois (prêt)   | Ligue 2               | 8           | 0           | 0           | -               | -               | -               | -                 | -                 | -                 | 8     | 0     | 0     |
| Sous-total            | Sous-total               | Sous-total            | 8           | 0           | 0           | -               | -               | -               | -                 | -                 | -                 | 8     | 0     | 0     |
| 2016-2017             | Stade brestois 29 (prêt) | Ligue 2               | 22          | 3           | 0           | 1               | 0               | 0               | 1                 | 0                 | 0                 | 24    | 3     | 0     |
| Sous-total            | Sous-total               | Sous-total            | 22          | 3           | 0           | 1               | 0               | 0               | 1                 | 0                 | 0                 | 24    | 3     | 0     |
| 2017-2018             | Paris FC (prêt)          | Ligue 2               | 17          | 0           | 3           | 1               | 1               | 0               | -                 | -                 | -                 | 18    | 1     | 3     |
| Sous-total            | Sous-total               | Sous-total            | 17          | 0           | 3           | 1               | 1               | 0               | -                 | -                 | -                 | 18    | 1     | 3     |
| 2018-2019             | US Concarneau            | National              | 16          | 0           | 0           | 2               | 1               | 0               | -                 | -                 | -                 | 18    | 1     | 0     |
| 2019-2020             | US Concarneau            | National              | 18          | 3           | 2           | 3               | 1               | 0               | -                 | -                 | -                 | 21    | 4     | 2     |
| Sous-total            | Sous-total               | Sous-total            | 34          | 3           | 2           | 5               | 2               | 0               | -                 | -                 | -                 | 39    | 5     | 2     |
| 2020-2021             | Stade briochin           | National              | -           | 2           | -           | -               | -               | -               | -                 | -                 | -                 | 0     | 2     | 0     |
| Total sur la carrière | Total sur la carrière    | Total sur la carrière | 102         | 8           | 5           | 8               | 3               | 0               | 4                 | 1                 | 0                 | 114   | 12    | 5     |